# Parascutigera lembehna
Parascutigera lembehna är en mångfotingart som beskrevs av Chamberlin 1944. Parascutigera lembehna ingår i släktet Parascutigera och familjen spindelfotingar. Inga underarter finns listade i Catalogue of Life.